# Ekasapta
Ekasapta is een bestuurslaag in het regentschap Flores Timur van de provincie Oost-Nusa Tenggara, Indonesië. Ekasapta telt 3309 inwoners (volkstelling 2010).